# Bronisław Bozowski
Bronisław Bozowski (ur. 12 maja 1908 w Warszawie, zm. 14 lutego 1987 tamże) – rzymskokatolicki prezbiter.

## Życiorys
Jego rodzicami byli Jan i Bronisława z Zielińskich.
Ukończył Seminarium Duchowne w Warszawie, następnie studiował prawo kanoniczne na Uniwersytecie Warszawskim.
Podczas II wojny światowej był kapelanem Czerwonego Krzyża i duszpasterzem polskiego liceum w Villard-de-Lans oraz francuskiej Ecole de Roches i Sacre Coeur. Do 1947 pracował wśród francuskiej Polonii.
Po powrocie do Polski prowadził pracę duszpasterską w Rabce, w kościele Najświętszego Zbawiciela w Warszawie, a następnie przy kościele Sióstr Wizytek, gdzie do końca życia mieszkał jako rezydent. Przez wiele lat celebrował tam msze święte dla korpusu dyplomatycznego (w języku francuskim).Był rezydentem również u sióstr Szarych Urszulanek przy ulicy Wiślanej 2 w Warszawie  i w Świdrze koło Otwockaul. Mickiewicza 9 (w latach 1970+). 
Od najmłodszych lat był zainteresowany teatrem i filmem - skąd jego liczne kontakty ze światem aktorskim.
Cieszył się opinią niezwykle serdecznego, dobrego człowieka, otwartego na innych, żyjącego w przyjaźni z Bogiem i ludźmi. W szczególnym stopniu przestrzegał ubóstwa, zyskując przydomek biedaczyny z Warszawy.
Bywał też określany jako "ojciec chuliganów", "brat wszystkich heretyków", "obrońca nienarodzonych" i "przyjaciel grzeszników".
Został pochowany na cmentarzu Powązkowskim w Warszawie (kwatera 305-4-22).

## Upamiętnienie
Istnieje Stowarzyszenie Przyjaciół ks. Bronisława Bozowskiego, podejmowane są też działania o jego beatyfikację. W parku Kazimierzowskim, obok wiaduktu Stanisława Markiewicza, poprowadzono ścieżkę księdza Bronka Bozowskiego.

## Galeria

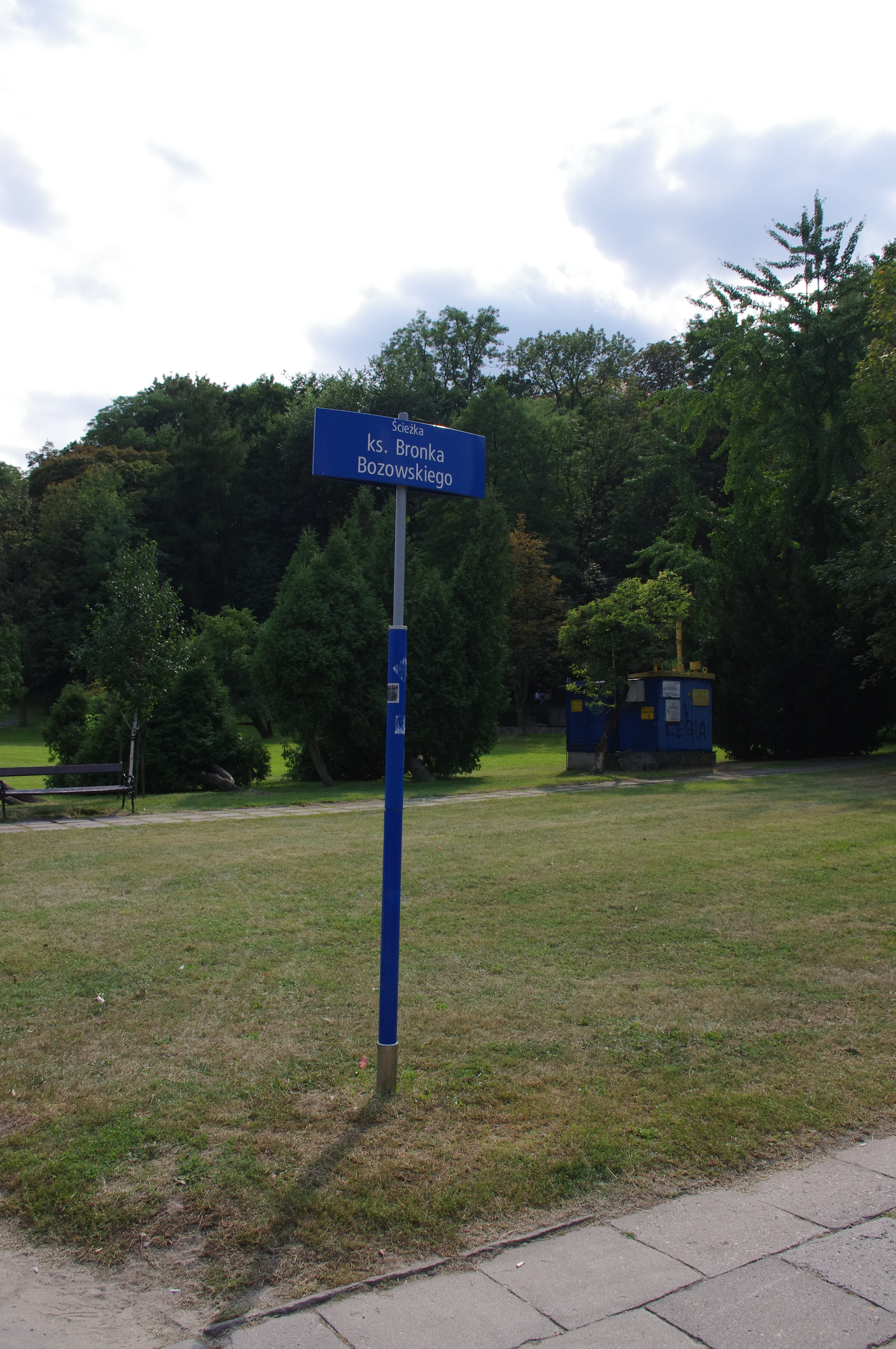
Ścieżka ks. Bronka Bozowskiego w Parku Kazimierzowskim w Warszawie
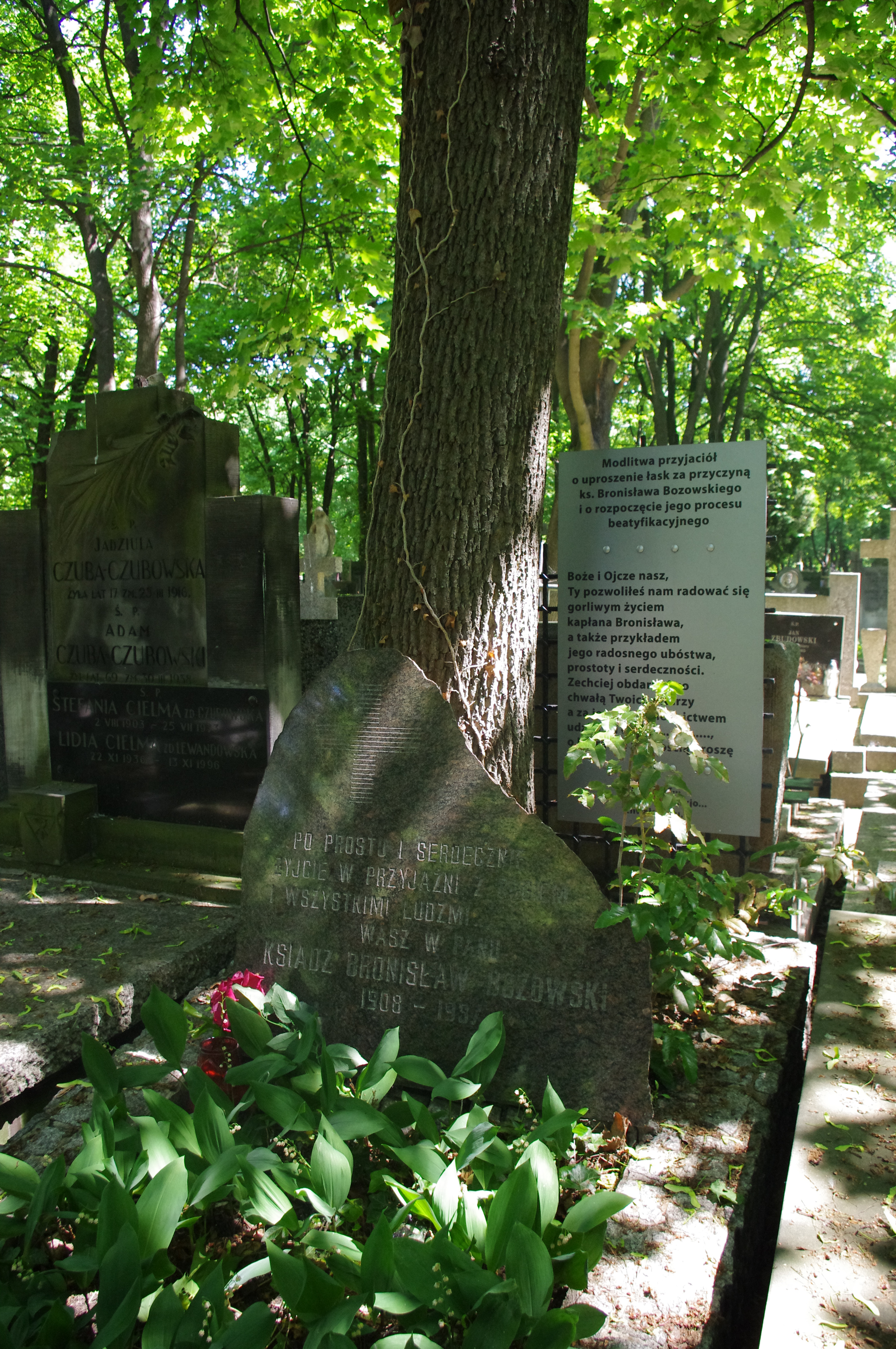
Grób ks. Bronisława Bozowskiego na Cmentarzu Powązkowskim w Warszawie
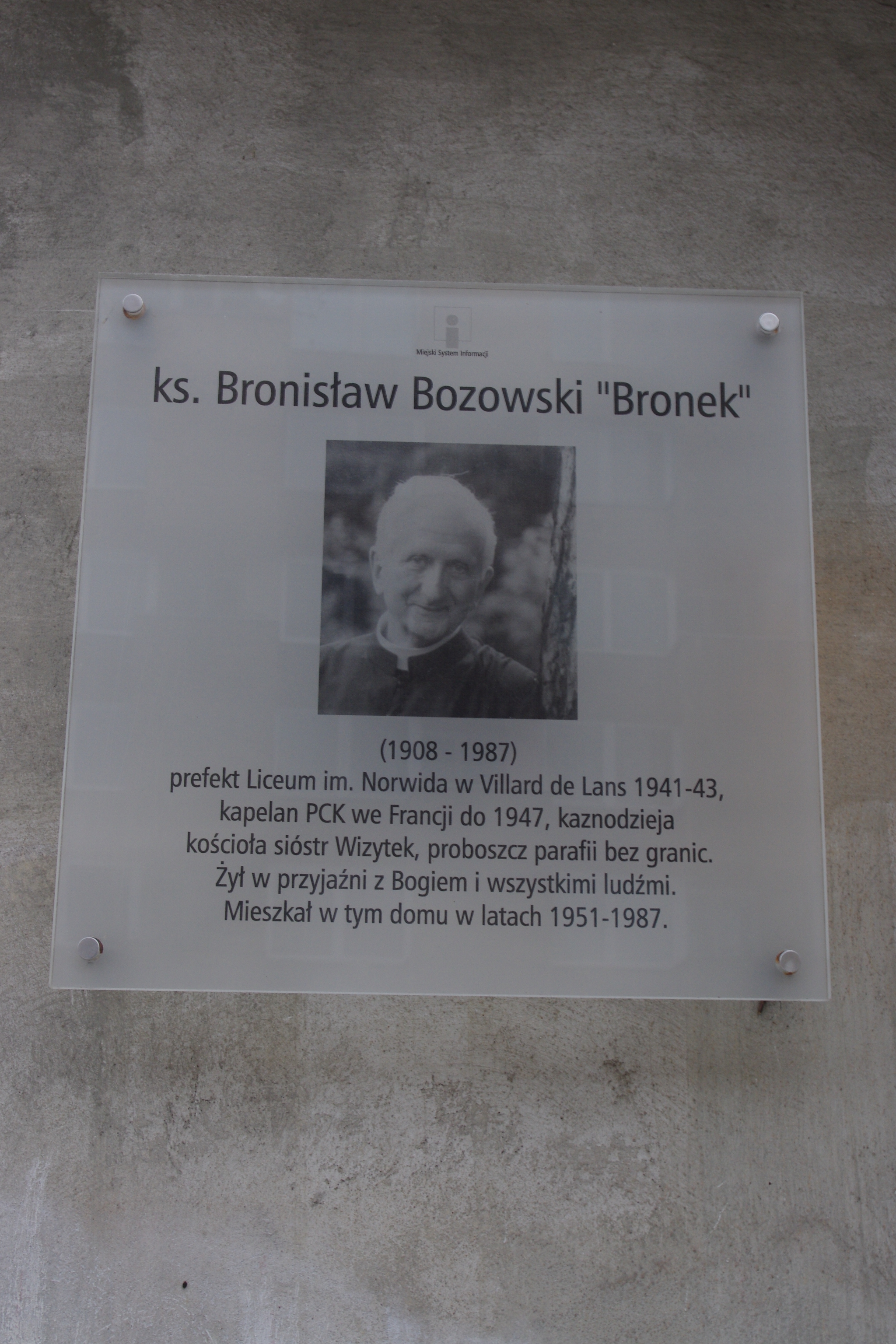
Tablica upamiętniająca ks. Bronisława Bozowskiego na furtce, na zewnątrz oficyny sióstr wizytek od strony ulicy Karowej w Warszawie
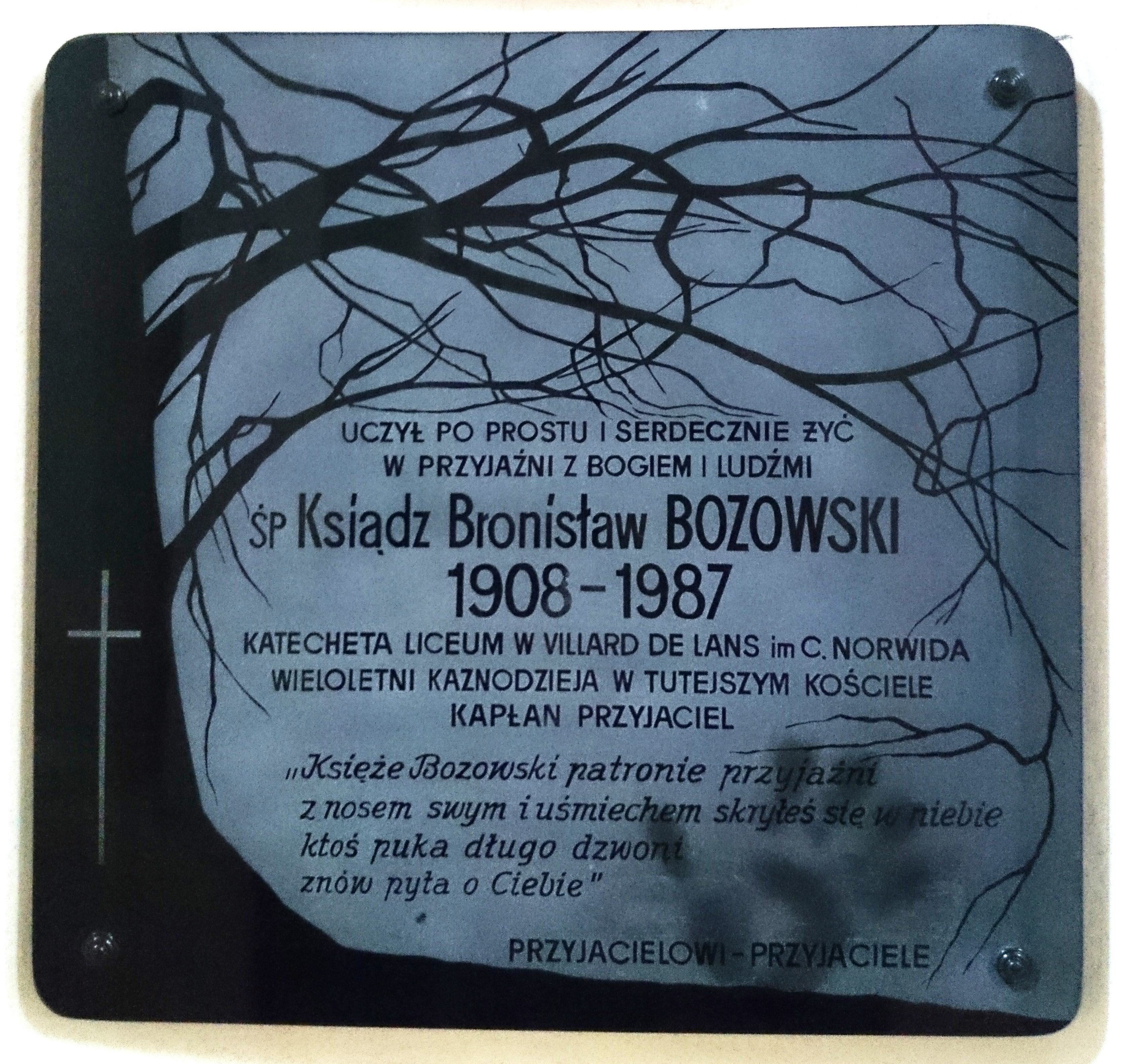
Tablica poświęcona ks. Bronisławowi Bozowskiemu w lewej nawie kościoła wizytek